# Gatos na cultura popular

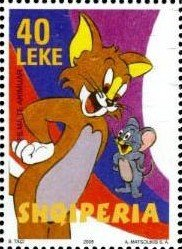
Tom and Jerry, animação cartunista com um gato como protagonista

Os gatos sempre foram muito referenciados na cultura popular. Dentre os antigos povos que reverenciavam os gatos, destacam-se as civilizações egípcia, birmanesa, celta, latina, nórdica e persa. Todas essas culturas tinham em comum a presença de deuses que apresentavam-se na forma de gatos.

## Os gatos nas civilizações antigas
Na Grécia Antiga, o gato foi associado à feminilidade, amor e prazer sexual, os mesmos atributos de Afrodite. Também foi muito associado à deusa Ártemis, protetora das caçadas e da Lua.
Na cultura celta, a deusa Ceridwen está têm uma relação com o culto ao gato, por meio de seu filho Taliesin, o qual, em uma de suas reencarnações foi descrito como sendo um gato de cabeça sarapintada.

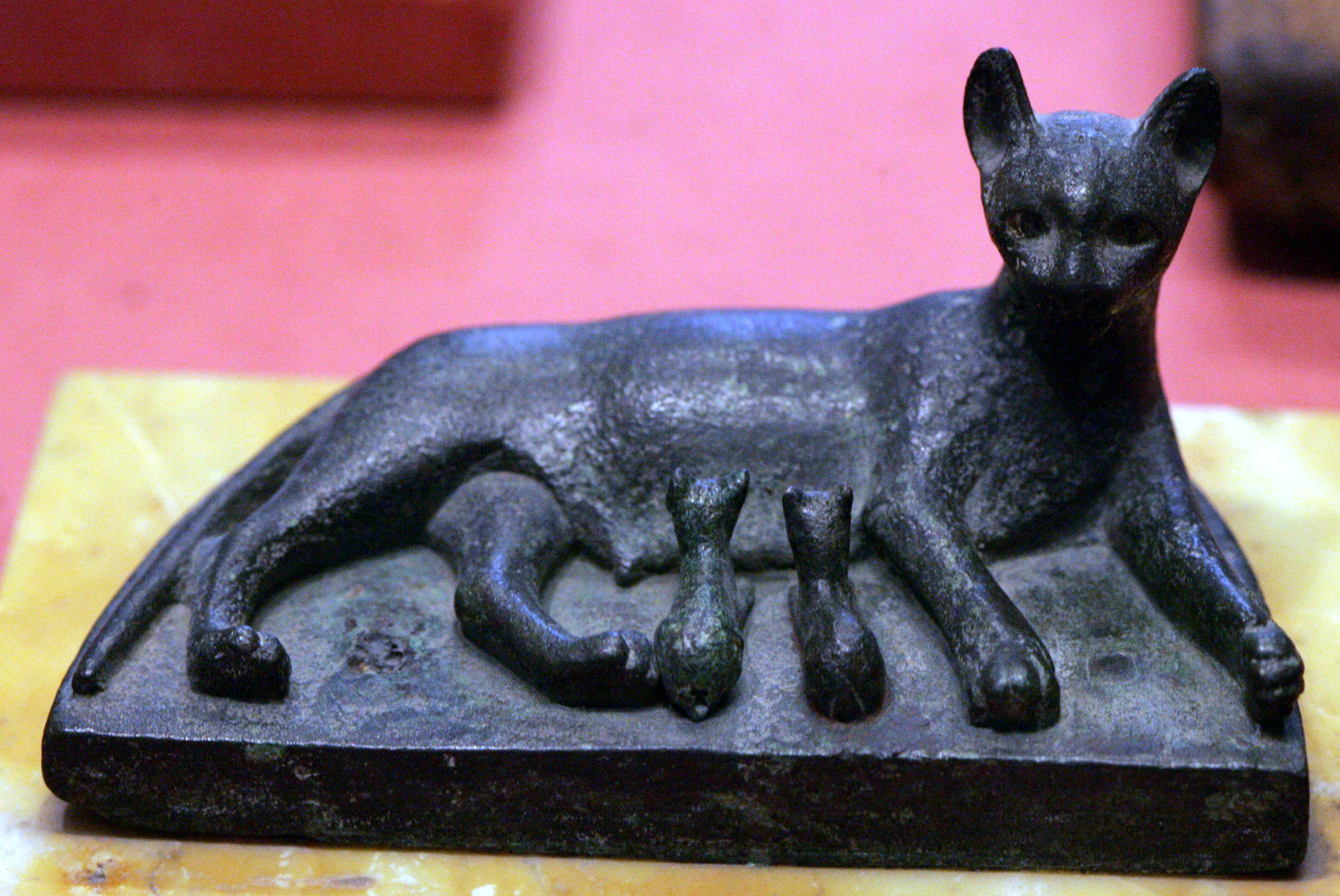
Antiga estátua egípcia fundida em bronze, pertencente ao acervo do Museu do Louvre, exibe uma gata amamentando dois filhotes.

Os antigos egípcios nutriam profundo respeito e admiração pelos gatos, que tornou-se sagrado, tendo sido associado à fertilidade e prosperidade, já que caçava ratos e protegia suas colheitas. É significativa a personificação da deusa Bastet, cuja iconografia é representada sempre com cabeça felina. Ás vezes, a deusa tambem é grafada como Ailuros, palavra grega para gato.
Na mitologia nórdica existe uma deusa denominada Freya que possui uma carruagem puxada por dois gatos, que representavam as qualidades da deusa: a fertilidade e a ferocidade. Esses gatos exibiam as facetas do gato doméstico, ao mesmo tempo afetuosos, ternos e ferozes. Os templos pagãos da região nórdica eram frequentemente adornados com imagens de gatos. Na Finlândia, havia a crença de que as almas dos mortos eram levadas ao além por meio de um trenó puxado por gatos.
A cultura islâmica relata várias associações entre os gatos e o profeta Maomé, a quem teriam inclusivamente salvo da morte, ao matar uma serpente que o atacava.
Na Ásia, os gatos foram venerados pelos primeiros budistas devido a sua capacidade elevada de auto-domínio e ao fato do animal apresentar capacidade de concentração semelhante à obtida por meio da meditação. Na China, estatuetas de gatos eram utilizadas para afugentar maus espíritos. Esse povo acreditava na existência de dois tipos distintos de gatos: os bons e os maus, que podiam ser facilmente diferenciados, uma vez que os maus tinham duas caudas.
Os hebraicos têm uma lenda onde o gato teria sido criado por Deus dentro da Arca, quando Noé, preocupado com a proliferação dos ratos que se procriaram excessivamente na embarcação, implorou à Deus para que Ele providenciasse uma solução. Deus então fez com que o leão da Arca espirrasse, e do espirro desse felino, surgiram os gatos domésticos. Os babilônios também possuiam uma lenda semelhante, onde o gato também teria surgido derivado do espirro de um leão.
Na América pré-colombiana, embora não houvesse gatos domésticos, os grandes felinos, como o puma e as onças, eram reverenciados como deuses. O jaguar era símbolo de extrema força e sabedoria. Alguns povos locais acreditavam que seus curandeiros se transformavam neste animal após a morte.

## Relação com a sociedade humana

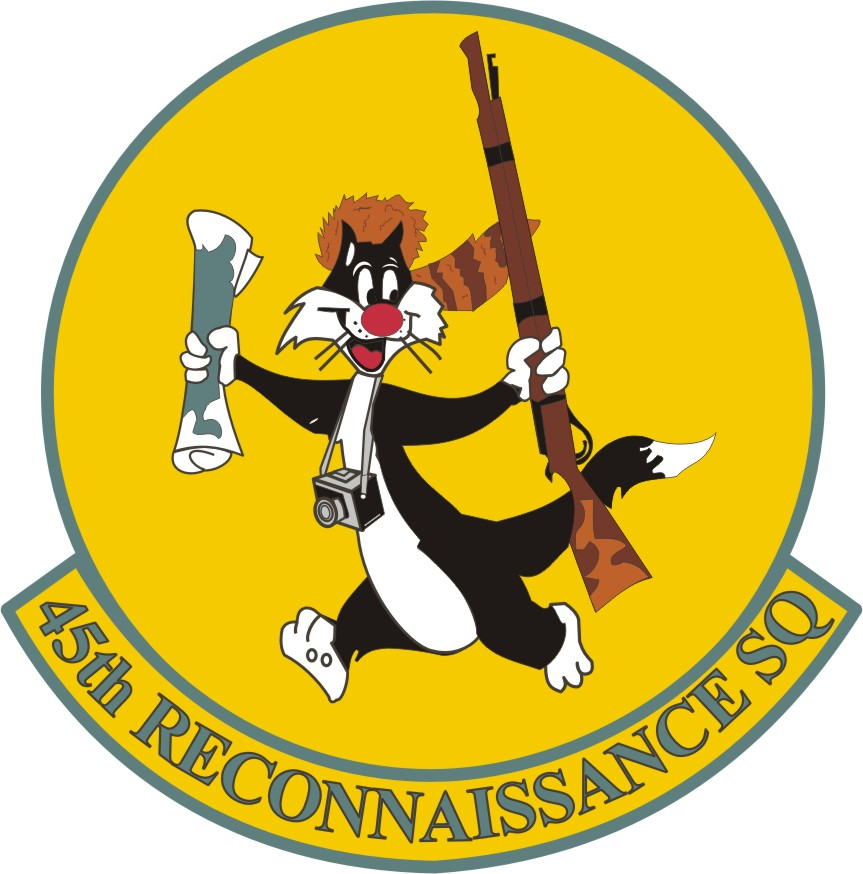
Desenho do gato Frajola ou Silvestre no logotipo de um esquadrão do Exército dos Estados Unidos.

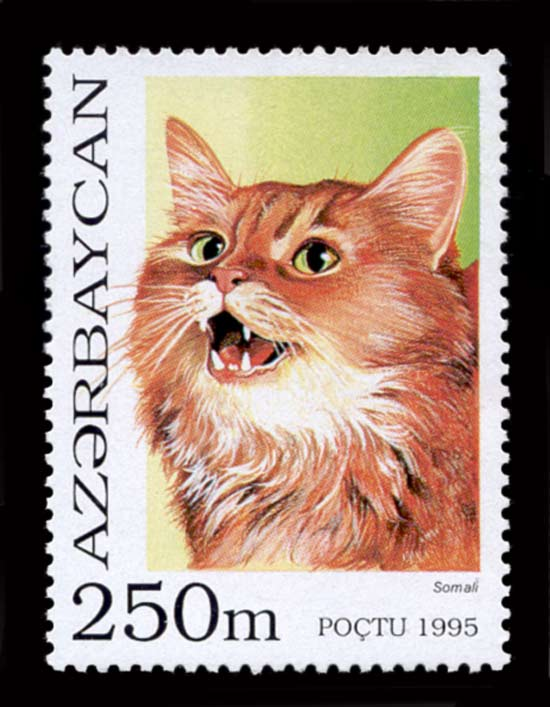
Selo do Azerbaijão contendo a figura de um gato.

De acordo com um mito existente em diversas culturas, os gatos possuem sete ou nove vidas. Essa lenda surgiu em decorrência da habilidade que esses felinos possuem para escapar de situações que envolvam risco à sua vida. Outro fator também responsável por essa crença é que, ao caírem de grandes alturas, os gatos, quase sempre, atingem o solo apoiado sobre as quatro patas. Isso ocorre em função de possuírem um apurado senso de equilíbrio, que lhe permite girar rapidamente usando a cauda como contrapeso
No século XV, o Papa Inocêncio VIII chegou a incluir os gatos pretos na lista de seres hereges perseguidos pela Inquisição. Assim, esses gatos foram injustamente acusados de estarem associados a maus espíritos e, assim, queimados nas fogueiras juntamente com as pessoas acusadas de bruxaria. Também durante a Idade Média, os gatos chegaram a ser vítimas de inúmeras crueldades, pois devido a crendices populares, algumas pessoas acreditavam que esses animais eram possuídos pelo diabo. Por isso, os animais de cor preta frequentemente estão presentes em histórias de suspense e terror. Um conto muito popular tratando desse animal é O Gato Preto de Edgar Allan Poe, onde o autor responsabiliza o animal por uma série de acontecimentos sobrenaturais presentes na narração.
Atualmente, tal aversão pelos animais foi superada de modo que os gatos estão totalmente incorporados no espaço geográfico urbano.
Quando abandonados em áreas remotas, distante da sociedade humana, filhotes de gatos podem converter-se ao meio de vida selvagem, passando a caçar pequenos animais para sobreviver. A expectativa de vida de um gato de rua é de apenas 3 anos. Já um gato que seja cuidado por humanos pode superar os 20 anos de idade.
Estudos científicos indicam que existe uma redução de 30% no risco de ocorrências de infartos nas pessoas que têm gatos como animais de estimação. O provável motivo desse fato é que o convívio com esses pequenos felinos minimizam o nível de estresse, um dos principais responsáveis pelo surgimento de problemas cardiovasculares. Apesar disso há pessoas que desenvolvem um medo patológico de gatos, problema que é denominado como ailurofobia.
A sociedade atual conta com diversos personagens fictícios que representam esses felinos, tais como CatDog, Bafo-de-Onça, Comichão, Frajola (Silvestre), Hello Kitty, Garfield, Gato de Botas, Gato Felix, Manda-Chuva ou Top Cat, Penelope Pussycat, Tom, entre outros.